# Кајак и кану на Летњим олимпијским играма 1936.
Кајакаштво је постао званични олимпијски спорт први пут на Летњим олимпијским играма 1936. у Берину. То је био демонстрациони спорт дванаест година раније на Олимпијским играма 1924. у Паризу. Такмичење је одржано само у мушкој конкуренцији на мирним водама, у 9 спринтерских дисциплинама од тога 3 у кануу и 6 у кајаку. 
Такмичења су одржана у петак, 7. и суботу, 8. августа. на регатној стази Берил — Гринау.

## Земље учеснице
Учествовало је 119 такмичара из 19 земаља. 
Најмлађи учесник био је Ерик Бладстрем из Шведске са 18 година и 132 дана, а настарији Вилијам Гелер из САД са 40 година и 174 дана.
1. Аустрија 9
2. Белгија 8
3. Данска 4
4. Италија 1
5. Југославија 4
6. Канада 8
7. Луксембург 3
8. Мађарска 5
9. Немачка 14
10. Норвешка 1
11. Пољска 2
12. САД 10
13. Уједињено Краљевство 4
14. Финска 3
15. Француска 3
16. Холандија 9
17. Чехословачка 13
18. Швајцарска 9
19. Шведска 9

## Освајачи медаља

### Мушкарци
Кану
| Дисциплине   |                                                      | Резултат |                                           | Резултат |                                           | Резултат |
| Ц-1 1.000 м  | Френк Амиот Канада                                   | 5:32,1   | Бохуслав Карлик · Чехословачка            | 5:36,9   | Ерих Кошик Немачка                        | 5:39,0   |
| Ц-2 1.000 м  | Јан Брзак-Феликс · Владимир Сироватка · Чехословачка | 4:50,1   | Руперт Вајнштабл · Karl Proisl · Аустрија | 4:53,8   | Френк Сејкер Харви Чартерс Канада         | 4:56,7   |
| Ц-2 10.000 м | Вацлав Мотл · Здењек Шкрланд · Чехословачка          | 50:33,5  | Френк Сејкер Харви Чартерс Канада         | 51:15,8  | Руперт Вајнштабл · Karl Proisl · Аустрија | 51:28,0  |

Кајак
| Дисциплине   |                                          | Резултат |                                           | Резултат |                                               | Резултат |
| K-1 1.000 м  | Грегор Храдецки · Аустрија               | 4:22,9   | Хелмут Кемерер Немачка                    | 4:25,6   | Јан Крајер · Холандија                        | 4:35,1   |
| K-1 10.000 м | Ернст Кребс Немачка                      | 46:01,6  | Фриц Ландертингер · Аустрија              | 46:14,7  | Ернест Ридел САД                              | 47:23,9  |
| Ф-1 10.000 м | Грегор Храдецки · Аустрија               | 50:01,2  | Анри Ебрехард · Француска                 | 50:04,2  | Ксавер Херман Немачка                         | 50:06,5  |
| K-2 1.000 м  | Адолф Кајнц · Алфонс Дорфнер · Аустрија  | 4:03,8   | Евалд Тилкер Фриц Бондројт Немачка        | 4:08,9   | Николас Татес · Вим ван дер Крофт · Холандија | 4:12,2   |
| K-2 10.000 м | Паул Веверс Лудвиг Ланден Немачка        | 41:45,0  | Виктор Калиш · Карл Штајнхубер · Аустрија | 42:05,4  | Таје Фалборг · Хелге Ларсон · Шведска         | 43:06,1  |
| Ф-2 10.000 м | Ерик Бладстрем · Свен Јохансон · Шведска | 45:48,9  | Вили Хорн Ерих Ханиш Немачка              | 45:49,2  | Пит Вајдекоп · Кес Вајдекоп · Холандија       | 46:12,4  |

## Биланс медаља
| Мушкарци, кајак |            |   |   |   |    |
| #               | Земља      |   |   |   |    |
| 1.              | Аустрија   | 3 | 2 | 0 | 5  |
| 2.              | Немачка    | 2 | 3 | 1 | 6  |
| 3.              | Шведска    | 1 | 0 | 1 | 2  |
| 4.              | Француска  | 0 | 1 | 0 | 1  |
| 5.              | Холандија  | 0 | 0 | 3 | 3  |
| 6.              | САД        | 0 | 0 | 1 | 1  |
|                 | Укупно (6) | 6 | 6 | 6 | 18 |

| Мушкарци, кану |              |   |   |   |   |
| #              | Земља        |   |   |   |   |
| 1.             | Чехословачка | 2 | 1 | 0 | 3 |
| 2.             | Канада       | 1 | 1 | 1 | 3 |
| 3.             | Аустрија     | 0 | 1 | 1 | 2 |
| 4.             | Немачка      | 0 | 0 | 1 | 1 |
|                | Укупно (4)   | 3 | 3 | 3 | 9 |

| Жене, кајак                           |       |  |  |  |  |
| #                                     | Земља |  |  |  |  |
| На овим играма жене нису учествовале. |       |  |  |  |  |

## Биланс медаља укупно
|            | Земља        |   |   |   |    |
| ---------- | ------------ | - | - | - | -- |
| 1          | Аустрија     | 3 | 3 | 1 | 7  |
| 2          | Немачка      | 2 | 3 | 2 | 7  |
| 3          | Чехословачка | 2 | 1 | 0 | 3  |
| 4          | Канада       | 1 | 1 | 1 | 3  |
| 5          | Шведска      | 1 | 0 | 1 | 2  |
| 6          | Француска    | 0 | 1 | 0 | 1  |
| 7          | Холандија    | 0 | 0 | 3 | 3  |
| 8          | САД          | 0 | 0 | 1 | 1  |
|            |              |   |   |   |    |
| Укупно (8) | Укупно (8)   | 9 | 9 | 9 | 27 |

## Вишеструки освајачи медаља после 1. такмичења на ОИ 1936.
У овој табели су они који су освојили најмање 2 медаље.
|    | Кајакаш/ица                | Пол м/ж | Злато | Сребро | Бронза | Укупно |
| -- | -------------------------- | ------- | ----- | ------ | ------ | ------ |
| 1. | Грегор Храдецки · Аустрија | м       | 2     | 0      | 0      | 2      |

|    | Кајакаш/ица                 | м/жПол | Злато | Сребро | Бронза | Укупно |
| -- | --------------------------- | ------ | ----- | ------ | ------ | ------ |
| 1. | Руперт Вајнштабл · Аустрија | м      | 0     | 1      | 1      | 2      |
| 1. | Karl Proisl · Аустрија      | м      | 0     | 1      | 1      | 2      |
| 1. | Френк Сејкер · Канада       | м      | 0     | 1      | 1      | 2      |
| 1. | Харви Чартерс · Канада      | м      | 0     | 1      | 1      | 2      |

## Скољашње везе
- 1936 Summer Olympics Official Report Volume 2. pp. 1020–9.
- „Olympic Medal Winners”. International Olympic Committee. Приступљено 4. 9. 2017.
- Кајак и кану на ЛОИ 1936 сајт sports-reference.com